# Taryn Woods
Pour les articles homonymes, voir Woods.
Taryn Nadine Woods, née le 12 août 1975 à Sydney, est une joueuse de water-polo australienne.
Joueuse de l'équipe d'Australie de water-polo féminin, Taryn Woods est sacrée championne olympique aux Jeux d'été de 2000 à Sydney. Elle est la cousine de la joueuse de water-polo Bronwyn Mayer.